# 成聘
成聘（？年—？年），字志伊，湖廣祁陽縣（今湖南省祁陽市）人。明朝政治人物。

## 生平
明穆宗隆慶四年（1570年），成聘中式庚午科湖廣鄉試舉人。官至四川夔州府推官。